# Herrarnas bygelhäst i gymnastik vid olympiska sommarspelen 2024
Herrarnas bygelhäst i gymnastik vid olympiska sommarspelen 2024 avgjordes den 27 juli och 3 augusti 2024 i Percy Arena i Paris. 64 gymnaster från 28 nationer deltog i kvalet varifrån 8 idrottare från 8 nationer tog sig till finalen. Det var 25:e gången grenen fanns med i ett OS. Den introducerades vid olympiska spelen 1896 men försvann sedan ur programmet fram till OS 1924. Den har funnits med i varje OS sedan dess.
Herrarnas bygelhäst avgjordes i två rundor, kval och final. I kvalrundan, som fungerade som kval för alla grenar inom manlig artistisk gymnastik, rankades de 64 gymnasterna som genomförde en övning i bygelhäst för grenen och de som hamnade på de första 8 platserna, med max två från samma nation, tog sig vidare till finalen. I finalen raderades kvalets resultat och gymnasterna återigen genomförde en övning.
I finalen vann Rhys McClenaghan guldet med 15,533 poäng, silvret gick till Nariman Kurbanov på 15,433 poäng och Stephen Nedoroscik fick bronset med 15,300 poäng.

## Deltagare
Totalt fanns det 96 kvotplatser till manlig artistisk gymnastik vid OS 2024. De nationella olympiska kommittérna kunde kvalificera med max 5 gymnaster (plus tre reserver).
De 12 nationerna som kvalificerade sig till lagtävlingen fick skicka 5 gymnaster var till tävlingen, vilket totalt var 60 av 96 kvotplatser. De nationerna var de tre bästa lagen vid världsmästerskapen i artistisk gymnastik 2022 (Kina, Japan och Storbritannien) och de nio bästa lagen (exklusive de som redan kvalificerat sig) vid världsmästerskapen 2023 (USA, Kanada, Tyskland, Italien, Schweiz, Spanien, Turkiet, Nederländerna och Ukraina).
De återstående 36 kvotplatserna delades ut individuellt.  Dessa platser fylldes genom olika kriterier baserade på bland annat världsmästerskapen 2023, FIG:s världscupserie i artistisk gymnastik 2024 och kontinentala mästerskap.
De 96 gymnasterna i herrarnas artistisk gymnastik hade rätt att delta i alla grenars kval förutom lagmångkampen. 64 gymnaster valde att kvala i bygelhäst och av dem tog sig 8 till finalen.

## Schema
Alla tider är CET.
| Datum     | Tid   | Omgång | Grupp   |
| --------- | ----- | ------ | ------- |
| 27 juli   | 11:00 | Kval   | grupp 1 |
| 27 juli   | 15:30 | Kval   | grupp 2 |
| 27 juli   | 20:00 | Kval   | grupp 3 |
| 3 augusti | 17:15 | Final  | –       |

## Kval
Av de 64 deltagande gymnasterna i bygelhästens kval tog sig de åtta bästa, plus tre reserver, till finalen. Max två gymnaster från varje nation kunde gå till finalen.
| D-poäng | = Svårighetsgrad (Difficulty) |
| E-poäng | = Genomförande (Execution)    |

| Plac.     | Gymnast                  | D-poäng | E-poäng | Straff | Totalt | Anm. |
| --------- | ------------------------ | ------- | ------- | ------ | ------ | ---- |
| 1         | Rhys McClenaghan (IRL)   | 6,3     | 8,900   |        | 15,200 | Q    |
| 2         | Stephen Nedoroscik (USA) | 6,4     | 8,800   |        | 15,200 | Q    |
| 3         | Max Whitlock (GBR)       | 6,6     | 8,566   |        | 15,166 | Q    |
| 4         | Takaaki Sugino (JPN)     | 6,5     | 8,533   |        | 15,033 | Q    |
| 5         | Oleg Verniaiev (UKR)     | 6,6     | 8,433   |        | 15,033 | Q    |
| 6         | Nariman Kurbanov (KAZ)   | 6,4     | 8,600   |        | 15,000 | Q    |
| 7         | Hur Woong (KOR)          | 6,7     | 8,200   |        | 14,900 | Q    |
| 8         | Loran de Munck (NED)     | 6,4     | 8,366   |        | 14,766 | Q    |
| 9         | Zou Jingyuan (CHN)       | 5,9     | 8,700   |        | 14,600 | R1   |
| 10        | Nils Dunkel (GER)        | 6,4     | 8,166   |        | 14,566 | R2   |
| 11        | Shinnosuke Oka (JPN)     | 5,9     | 8,566   |        | 14,466 | R3   |
| Referens: |                          |         |         |        |        |      |

Reserverna för bygelhästens final var:
1. Zou Jingyuan (CHN)
2. Nils Dunkel (GER)
3. Shinnosuke Oka (JPN)

## Final
| Plac.     | Gymnast                  | D-poäng | E-poäng | Straff | Totalt |
| --------- | ------------------------ | ------- | ------- | ------ | ------ |
| 1         | Rhys McClenaghan (IRL)   | 6,600   | 8,933   |        | 15,533 |
| 2         | Nariman Kurbanov (KAZ)   | 6,700   | 8,733   |        | 15,433 |
| 3         | Stephen Nedoroscik (USA) | 6,400   | 8,900   |        | 15,300 |
| 4         | Max Whitlock (GBR)       | 6,900   | 8,300   |        | 15,200 |
| 5         | Oleg Verniaiev (UKR)     | 6,600   | 8,366   |        | 14,966 |
| 6         | Takaaki Sugino (JPN)     | 6,700   | 8,233   |        | 14,933 |
| 7         | Hur Woong (KOR)          | 6,700   | 7,600   |        | 14,300 |
| 8         | Loran de Munck (NED)     | 6,500   | 7,233   |        | 13,733 |
| Referens: |                          |         |         |        |        |